# Смирнова Анастасія Сергіївна
Анастасія Сергіївна Смирнова (до шлюбу — Даті́й) (народилася 9 квітня 1986 у м. Первомайську, Миколаївська область, УРСР) — українська волейболістка, зв'язуюча. Майстер спорту.

## З життєпису
Перша тренерка — мати Ольга Датій. Навчалася в Академії пожежної безпеки імені Героїв Чорнобиля. Виступала за «Рось», (м. Біла Церква), «Круг» (м. Черкаси) — 2003—2010, у ВК «Джінестра» (м. Одеса) з липня 2010 року до січня 2012 року, капітан команди.
Чемпіонка України (2005, 2006, 2007), володарка Кубка України (2005, 2006, 2007, 2008), переможниця Спартакіади України (2007). Член збірної України з волейболу.